# NCAA Football 09
NCAA Football 09 es un videojuego de fútbol americano universitario creado por EA Sports, una subsidiaria de Electronic Arts. Es el sucesor de NCAA Football 08 en la serie NCAA Football. El juego fue anunciado el 14 de febrero de 2008 y lanzado el 15 de julio de 2008 para PlayStation 2, PlayStation 3, PlayStation Portable, Wii y Xbox 360. La versión para Wii del juego se titula NCAA Football 09 All-Play y se lanza bajo la nueva marca All-Play de EA Sports exclusiva de la plataforma.

## Nuevas funciones
EA Tiburon hizo varias adiciones y modificaciones al juego con respecto a ediciones anteriores.
Se ha implementado un nuevo sistema de animación, por el cual los jugadores ya no están bloqueados en una animación. Esto permite a los jugadores encadenar varios movimientos, lo que permite un estilo de juego más fluido.
Después de lanzar una intercepción, el jugador puede responder un "Cuestionario de mariscal de campo". Al jugador se le dan varias imágenes, que representan fotos tomadas por el coordinador ofensivo, y se le presentan tres opciones de esquemas defensivos para seleccionar. Esta nueva característica es únicamente para que el controlador/jugador entienda y lea la defensa.
Los mariscales de campo que juegan en la carretera pueden ser molestados por las multitudes locales, lo que los obliga a leer mal las rutas u olvidar por completo las jugadas. Este efecto no se amplifica con una suposición incorrecta en el "Cuestionario de mariscal de campo".
Los jugadores pueden dar estrategias de entrenamiento, en las que toda la ofensiva o defensa se centrará en una sola acción, como forzar una pérdida de balón o ignorar el ruido de la multitud.
Los jugadores pueden pedir un tiempo muerto antes de un gol de campo clave o un intento de punto extra para "congelar" el pateador, lo que superpondrá el medidor de patada con una capa de hielo, cambiará el ángulo de la cámara a una vista más dramática, hará que el controlador del jugador tiemble violentamente y dará un efecto de sonido de latido audible, que coincide con el pulso del estruendo del controlador.
Hay nuevas celebraciones específicas de la escuela, muchas de las cuales involucran a la mascota de la escuela.
Los sonidos de estadio personalizados específicos de la escuela se pueden agregar desde MP3 cargados en el disco duro del sistema de juego. Han aparecido numerosos sitios web creados por usuarios para facilitar esta función.
El nuevo modo "Coke Zero Mascot Mash Up", donde los equipos están formados íntegramente por la mascota de la escuela. En este modo, las maniobras de manejo de la pelota están más orientadas a la fantasía, lo que permite al jugador realizar volteretas en lugar de los típicos jukes y giros.
Los minijuegos permiten jugar a "H-O-R-S-E" con patadas de gol de campo.
Modo dinastía en línea con soporte para hasta 12 jugadores en Xbox Live o PlayStation Network.
Rastros de bolas y rastros turbo para la versión de Wii.
Los modos Freshman (PSP) y Family Play (PS2) simplifican el juego con solo presionar un botón, al mismo tiempo que le dicen al jugador novato cuándo presionar el botón para realizar una acción. El juego también sugerirá jugadas para ejecutar en situaciones específicas.

## Portada
Con el fin de promocionar su nueva versión de Wii de NCAA Football, EA organizó una competición desde el 14 de febrero de 2008 hasta el 14 de marzo de 2008, permitiendo a los aficionados votar por su mascota favorita del equipo universitario de la NCAA División I FBS (con Monte de la Universidad de Montana como el único representante de la FCS). El ganador de la competencia, la mascota de la Universidad Estatal de Míchigan, Sparty, aparece en la portada de la Wii.
Cada una de las otras cuatro versiones del juego presenta un atleta diferente en la portada. Todos eran exjugadores universitarios, ya que el uso de un estudiante atleta activo iba en contra de las regulaciones de la NCAA en ese momento:
- El ex running back de Arkansas, Darren McFadden, es el atleta de portada de Xbox 360.[5]
- El ex quarterback de campo de Boston College, Matt Ryan, es el atleta de portada de la PS3.[6]
- El ex wide receiver de California, DeSean Jackson, es el atleta de portada de la PS2.[7]
- El ex fullback de West Virginia, Owen Schmitt, es el atleta de portada de la PSP.

## Demo
El concurso se lanzó el 19 de junio en Xbox Live Marketplace (Xbox 360) y PlayStation Store (PlayStation 3). Los equipos son Ohio State Buckeyes y los LSU Tigers y con cuartos de 2 minutos a nivel varsity. También está disponible un juego de mascotas con los Florida Gators contra los Texas Longhorns.

## Juego en línea retirado
El 5 de febrero de 2011, EA retiró el juego en línea para varios juegos antiguos, incluido NCAA Football 09 para todas las plataformas.

## Recepción
Las versiones de PS3 y Xbox 360 de NCAA Football 09 fueron generalmente bien recibidas por los críticos, obteniendo puntuaciones de 81/100 y 83/100, respectivamente. Sin embargo, las versiones de Wii recibieron reacciones mixtas a negativas.